# Stefan Grudin
Eric Stefan Grudin, född 10 mars 1941 i Stockholm, är en svensk radioman, komiker, satiriker. Han var ständig bisittare i Snacka om nyheter 1995–2003, medverkande i Parlamentet 1999–2000 och tidigare medarbetare med satiriska pratbubblor i Svenska Dagbladet. Grudin har studerat vid Handelshögskolan i Stockholm.

## Karriär
År 1966 bildade han företaget AB Satir & sånt som bland annat tillverkade roliga skyltar. Numera heter företaget Humoristiska Kompaniet AB, vilket producerade På Hårets revyer och konferens- och festframträdanden under 1980- och 1990-talen fram till 2002. Grudin var också en av grundarna av det satiriska radioprogrammet På Håret som började sändas den 30 januari 1982 och sändes sista gången påsken 2000. På Håret-gänget, som även bestod av Claes Vogel, Hans Dahlman, Anders Klintevall, samt under 1980-talet även Hasse Bohm och Lena Klefelt, har även uppträtt med satiriska nyårsrevyer på Dramaten 1989, Berns 1990 och 1991. År 1993 tilldelades de Karl Gerhard-stipendiet.
Grudin har givit ut två böcker med satiriska pratbubblebilder: Snacka om dumheter (2003) och Snacka om skitsaker (2005), båda på Förlaget Ordfront.
I den nu nedlagda satiriska tidskriften Nya Söndagsnisse-Strix medverkade Grudin med satiriska pratbubblebilder.

## Filmografi
- 1983 – Två killar och en tjej
- 1995–2003 – Snacka om nyheter
- 1999–2000 – Parlamentet
- 2004 – Retroaktivt